# Luis de Caralt
Luis de Caralt y Borrell (1916-1994) fue un político, empresario y editor español. 

## Biografía
Nacido en Barcelona el 13 de diciembre de 1916, se crio en el seno de una familia de tradición industrial. Persona de ideología falangista, en los años de posguerra formó parte del círculo de intelectuales barceloneses reunidos en torno al falangista Luys Santa Marina. Colaboró con la revista falangista Destino. Luis de Caralt llegó a formar parte de la Junta Política clandestina de Falange Española Auténtica, opuesta a la línea oficialista y franquista de FET y de las JONS. Durante la Dictadura franquista fue concejal del Ayuntamiento de Barcelona.
Fue propietario de la Editorial Caralt, con sede en Barcelona, la cual publicó decenas de obras de autores internacionales —entre otros, Ernst von Salomon, William Faulkner, Graham Greene, Jack Kerouac, Georges Simenon, James M. Cain, Constantin Virgil Gheorghiu o Mario Lacruz—. También editó obras de marcado contenido ultraderechista y antisemita, como fue el caso de Comentarios de Mein Kampf de J. Benoist-Mechin, y de autores como Galeazzo Ciano, Léon Degrelle, Bernard Faÿ o el mismo Adolf Hitler.